# Norwalk (Iowa)
Norwalk es una ciudad ubicada en el condado de Warren en el estado estadounidense de Iowa. En el Censo de 2010 tenía una población de 8945 habitantes y una densidad poblacional de 311,23 personas por km².

## Geografía
Norwalk se encuentra ubicada en las coordenadas 41°29′30″N 93°42′8″O / 41.49167, -93.70222. Según la Oficina del Censo de los Estados Unidos, Norwalk tiene una superficie total de 28.74 km², de la cual 27.82 km² corresponden a tierra firme y (3.19%) 0.92 km² es agua.

## Demografía
Según el censo de 2010, había 8945 personas residiendo en Norwalk. La densidad de población era de 311,23 hab./km². De los 8945 habitantes, Norwalk estaba compuesto por el 96.94% blancos, el 0.53% eran afroamericanos, el 0.17% eran amerindios, el 0.64% eran asiáticos, el 0.02% eran isleños del Pacífico, el 0.45% eran de otras razas y el 1.26% pertenecían a dos o más razas. Del total de la población el 2.55% eran hispanos o latinos de cualquier raza.